# Girsack

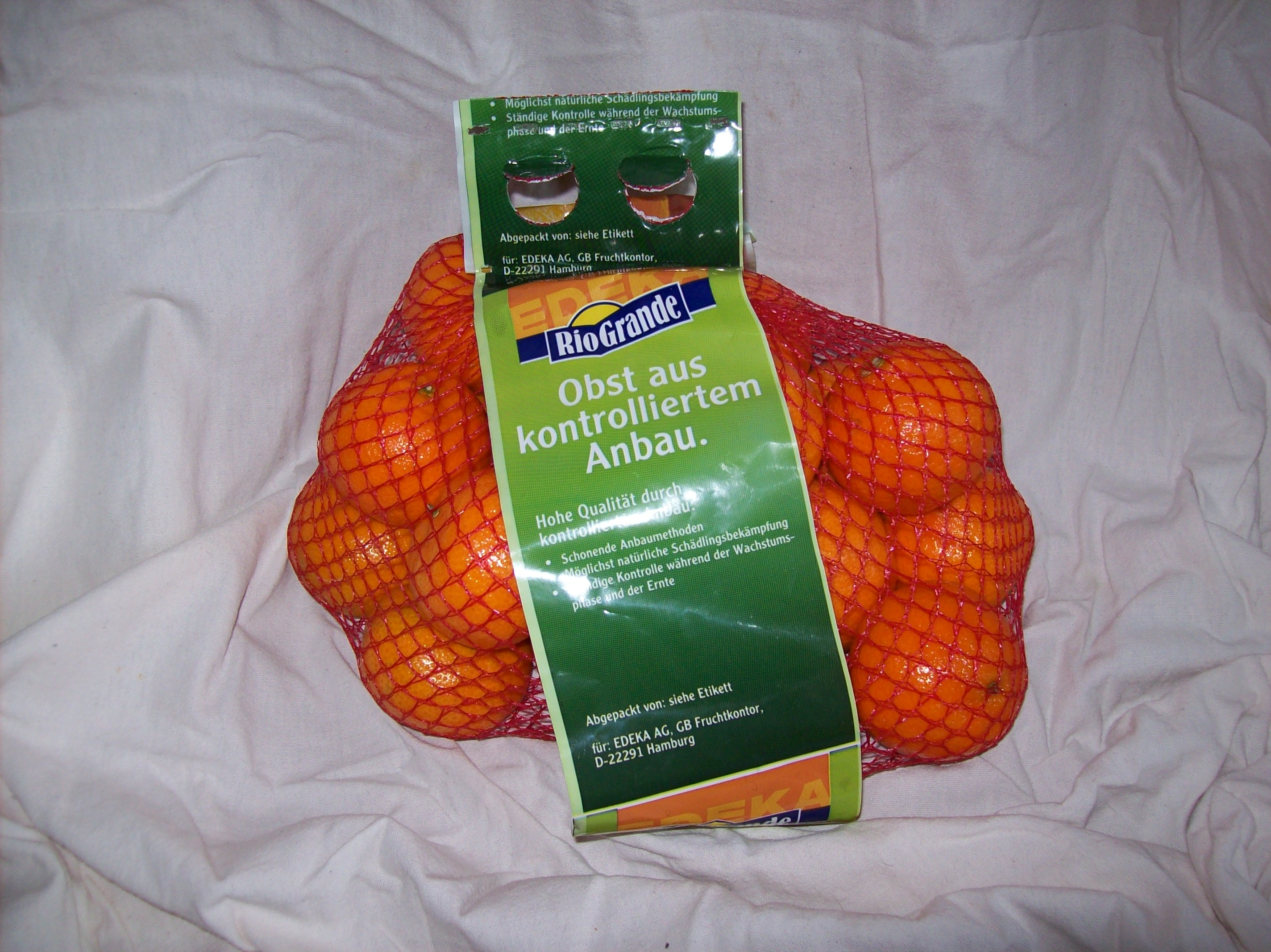
Ein mit Clementinen gefüllter Girsack

Ein Girsack (auch Girsac) ist ein Kunststoffnetz, in dem Früchte und Gemüse wie Zitrusfrüchte, Kartoffeln oder Zwiebeln verpackt und vertrieben werden. Im Unterschied zum bloßen Netz hat der Girsack eine meist mit Produktinformation und Werbung beschriftete Banderole, an deren Oberseite sich zwei Löcher zum Tragen befinden.
Der Begriff ist umgangssprachlich nicht gebräuchlich, aber in der Fachsprache des Verpackungswesens und Lebensmittelhandels in zahlreichen Sprachen (Englisch, Französisch, Italienisch, Spanisch, Schwedisch, Niederländisch, Polnisch) eingeführt. Verwandte Bezeichnungen, die keine solche Verbreitung haben, aber von einzelnen Herstellern verwendet oder als Markenzeichen registriert sind, sind Girfilm (für die Banderole) und Girplus (für Maschinen zur Herstellung solcher Verpackungen und für die damit hergestellten Verpackungen selbst).